# Кирпильское сельское поселение
Кирпильское сельское поселение — муниципальное образование в Усть-Лабинском районе Краснодарского края России.
В рамках административно-территориального устройства Краснодарского края ему соответствует Кирпильский сельский округ.
Административный центр и единственный населённый пункт — станица Кирпильская.

## Население
| 2010  | 2012  | 2013  | 2014  | 2015  | 2016  | 2017  |
| ----- | ----- | ----- | ----- | ----- | ----- | ----- |
| 5547  | ↘5517 | ↘5471 | ↘5417 | ↘5384 | ↘5327 | ↘5257 |
| 2018  | 2019  | 2020  | 2021  | 2023  |       |       |
| ↘5179 | ↘5112 | ↘5075 | ↘5011 | ↘4929 |       |       |